# Днеправиа
Днеправиа (укр. Дніпроавіа) — украинская авиакомпания, базировалась в городе Днепре. Обслуживала регулярные внутренние и международные рейсы, а также чартерные рейсы.

## История
Авиакомпания была создана в 1933 году как Днепропетровский Объединённый авиаотряд в составе авиакомпании Аэрофлот. 22 июня 1996 года авиакомпания стала отдельным предприятием, в состав которого также входил аэропорт Днепра. Авиакомпания полностью принадлежит Фонду Государственного Имущества Украины.
«Днеправиа» объявила об убытках свыше 6 млн $ за 2006 год, при этом выручка увеличилась на 17%, а перевезено было пассажиров на 54% больше по сравнению с предыдущим годом. Авиакомпания была вынуждена прекратить полёты в Германию в результате противоречий, возникших с немецкими властями относительно отказа авиакомпании Lufthansa в обслуживании в аэропорту Днепра (подконтрольного «Днеправиа»).
30 марта 2017 года Хозяйственный суд Днепропетровской области постановил вернуть авиакомпанию "Днеправиа" в собственность государства.
В 2018 году фактически прекратила деятельность, все права на эксплуатацию воздушных линий были аннулированы, а весь флот был переведён в  Windrose

## Маршрутная сеть
| Аэропорты вылета | Аэропорты назначения |
| ---------------- | --- |
| Днепр            | Украина: Киев, Ивано-Франковск (зимний), Львов Армения: Ереван Грузия: Батуми, Тбилиси Азербайджан: Баку Турция: Стамбул Израиль: Тель-Авив |
| Ивано-Франковск  | Киев Зима: Днепр, Одесса, Минск |
| Киев             | Днепр, Ивано-Франковск, Харьков, Херсон, Бухарест                                                                                           |
| Одесса           | Батуми |
| Харьков          | Киев, Ереван, Батуми, Тбилиси, Баку |

В 2010—2013 годах выполнялись также рейсы в Берлин, Севастополь.

## Флот
| №  | Регистрационный номер | Модель самолёта   | Количество мест | Серийный номер | Первый полёт | История                                              | Фото                                                   |
| -- | --------------------- | ----------------- | --------------- | -------------- | ------------ | ---------------------------------------------------- | ------------------------------------------------------ |
| 2  | UR-DNB                | Embraer ERJ-145EU | 49              | 94             | 18.11.1998   | + Архивная копия от 3 апреля 2011 на Wayback Machine | + Архивная копия от 20 марта 2013 на Wayback Machine   |
| 4  | UR-DNF                | Embraer ERJ-145EU | 49              | 404            | 22.03.2001   | +                                                    | + Архивная копия от 4 октября 2012 на Wayback Machine  |
| 5  | UR-DNG                | Embraer ERJ-145EP | 49              | 394            | 08.03.2001   | + Архивная копия от 4 мая 2011 на Wayback Machine    | + Архивная копия от 20 октября 2012 на Wayback Machine |
| 11 | UR-DNP                | Embraer ERJ-145EP | 49              | 290            | 20.07.2000   | + Архивная копия от 2 марта 2011 на Wayback Machine  | + Архивная копия от 20 октября 2012 на Wayback Machine |
| 13 | UR-DNR                | Embraer ERJ-145LR | 48              | 641            | 25.09.2002   | + Архивная копия от 4 мая 2011 на Wayback Machine    | + Архивная копия от 19 октября 2012 на Wayback Machine |
| 17 | UR-DNV                | Embraer ERJ-145LR | 48              | 445            | 31.05.2001   | + Архивная копия от 2 апреля 2011 на Wayback Machine | + Архивная копия от 19 октября 2012 на Wayback Machine |

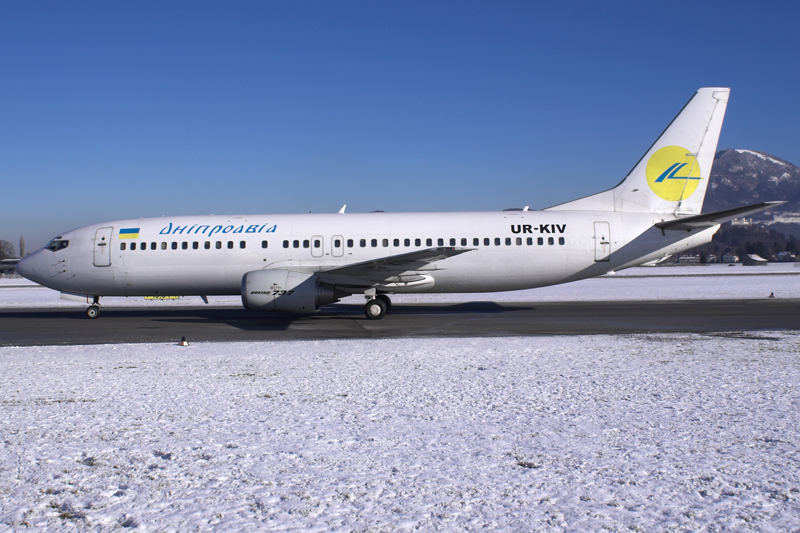
UR-KIV Boeing 737—400 (старая ливрея)

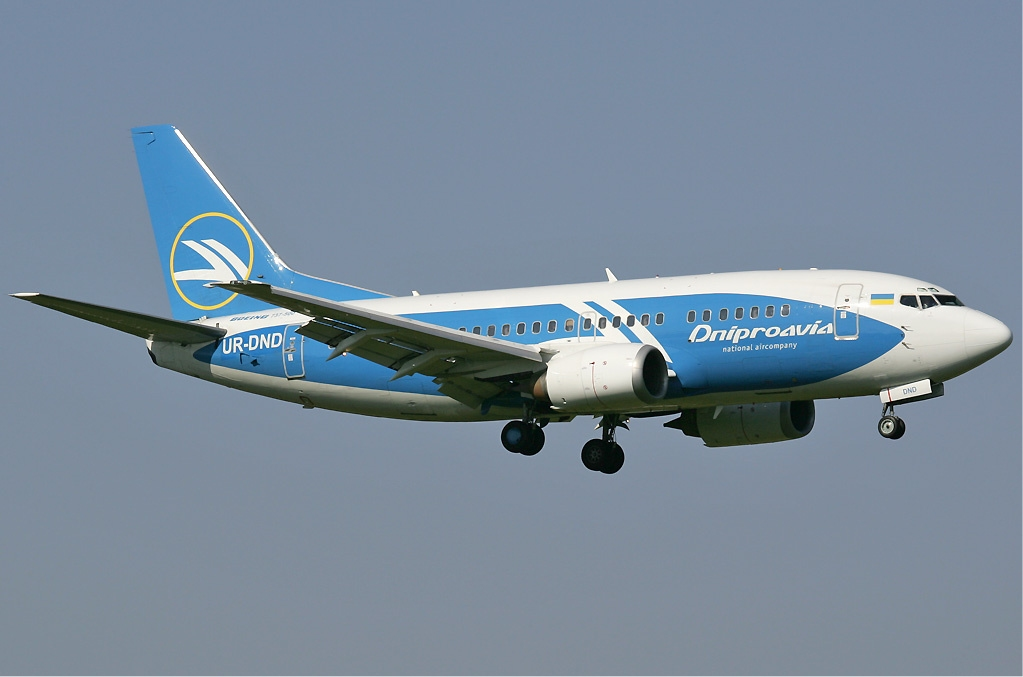
UR-DND Boeing 737—500

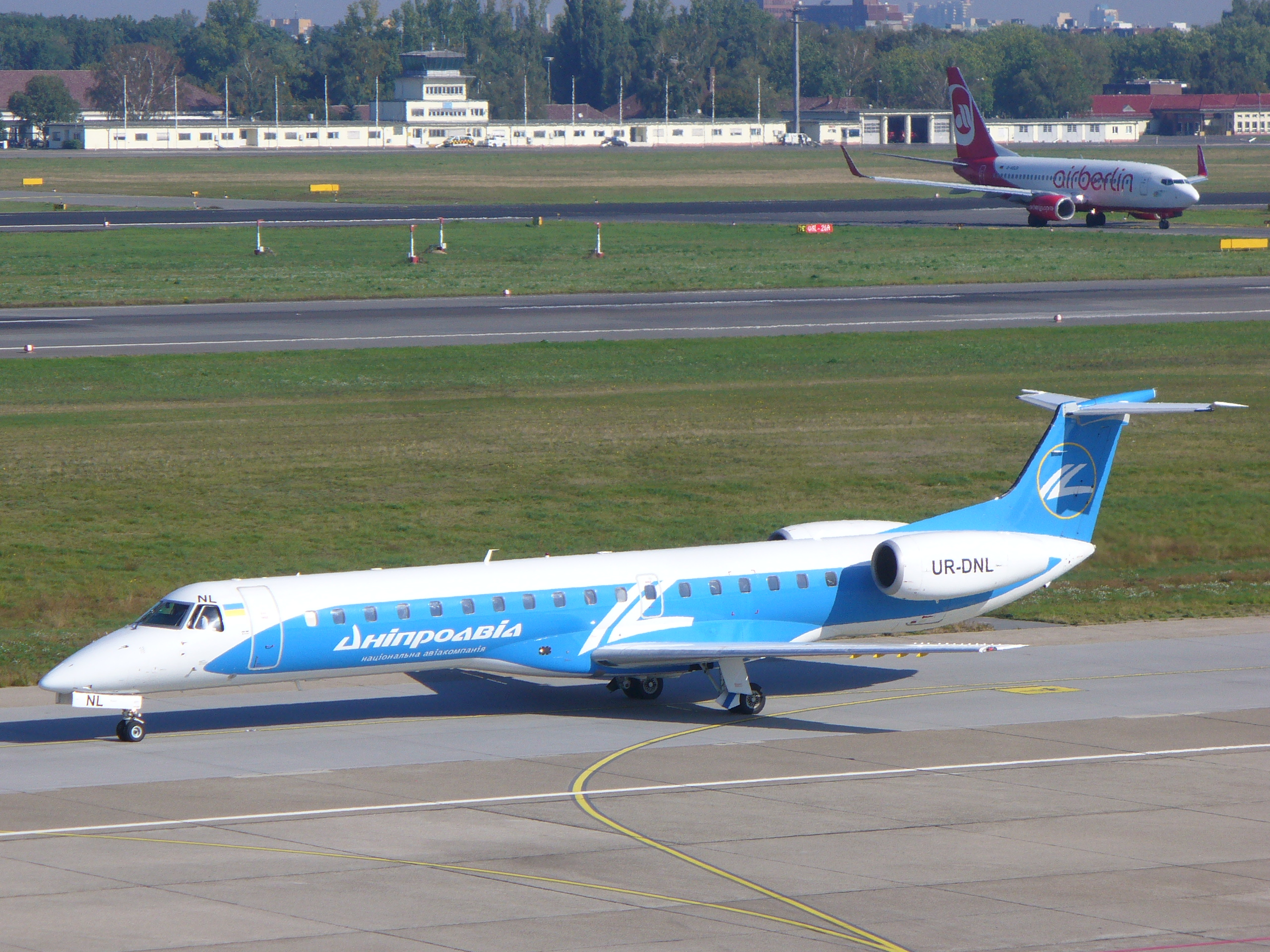
UR-DNL Embraer ERJ-145 в аэропорту Берлина

Согласно официальному сайту авиакомпании на декабрь 2013 г. в её парк входят 13 самолетов Embraer 145.
Согласно приказу № 7 от 10 января 2014 из госреестра гражданских воздушных судов исключены воздушные суда с регистрационными знаками UR-DNK (1997 год производства), UR-DNL (1998), UR-DNE (2000), UR-DNI (2000), UR-DNQ (2000), UR-DNW (2000), UR-DNS (2002), на которые в течение 24 месяцев не выдавались сертификаты летной годности.

### Авиапроисшествия
Украинский самолет совершил аварийную посадку в «Шереметьево». Самолет Embraer 145 UR-DNK приземлился в аэропорту «Шереметьево» 28 апреля 2011 года в 16:13 по местному времени. В процессе выруливания со взлетно-посадочной полосы воздушное судно не удержалось в пределах рулежной дорожки и выкатилось на грунтовое покрытие. Повреждено шасси.
Как сообщил агентству Интерфакс источник в Росавиации, «в результате у него подломились основные стойки шасси, и воздушное судно развернуло на 180 градусов». «Авиационно-спасательные службы оперативно эвакуировали всех пассажиров, в результате произошедшего никто из пассажиров и членов экипажа не пострадал, самолет не загорелся и не задымился», — уточнил собеседник агентства.
На борту самолета, совершавшего рейс из Днепропетровска в Москву, находились 30 пассажиров и 4 члена экипажа.

### Претензии Антимонопольного комитета
В сентябре 2011 года Антимонопольный комитет заявил, что компания «Днеправиа» будучи монополистом на некоторых направлениях необоснованно завышает цены на билеты в 1,3-1,7 раза и обязал перевозчика снизить тарифы до уровня, которые существовали бы в условиях конкуренции..